# Anna Christie (film van Clarence Brown)
Anna Christie is een Amerikaanse dramafilm uit 1930 onder regie van Clarence Brown. Het scenario is gebaseerd op het gelijknamige toneelstuk uit 1922 van de Amerikaanse toneelschrijver Eugene O'Neill.

## Verhaal
Chris Christofferson is een zeeman met een drankprobleem. Hij slijt zijn dagen in een havenkroeg met de prostituee Marthy. Op een dag krijgt hij een brief van zijn dochter Anna, die al jaren verblijft bij familie in Minnesota. Later blijkt dat Anna van huis is weggelopen en dat ze twee jaar lang in een bordeel heeft gewerkt. Ze vindt onderdak bij haar vader. Daar wordt ze verliefd op de matroos Matt Burke. Ze krijgt al gauw spijt van die keuze.

## Rolverdeling
| Acteur           | Personage            |
| ---------------- | -------------------- |
| Greta Garbo      | Anna Christie        |
| Charles Bickford | Matt Burke           |
| George F. Marion | Chris Christopherson |
| Marie Dressler   | Marthy               |
| James T. Mack    | Johnny               |
| Lee Phelps       | Larry                |

## Prijzen en nominaties
| Jaar | Prijs  | Categorie                  | Genomineerde(n)    | Uitslag     |
| ---- | ------ | -------------------------- | ------------------ | ----------- |
| 1930 | Oscars | Beste vrouwelijke hoofdrol | Greta Garbo        | Genomineerd |
| 1930 | Oscars | Beste regie                | Clarence Brown     | Genomineerd |
| 1930 | Oscars | Beste camerawerk           | William H. Daniels | Genomineerd |